# Horacio Gallardo
Pour les articles homonymes, voir Gallardo.
Gallardo  Burgos est un nom espagnol. Le premier nom de famille, en général paternel, est Gallardo ; le second, en général maternel, souvent omis, est Burgos.
Horacio Gallardo Burgos (né le 29 mai 1981) est un coureur cycliste bolivien.

## Biographie
Le 28 avril 2012, il décroche son quatrième titre de champion de Bolivie. À la mi-course, il s'isole en tête avec son coéquipier Heriberto Acosta et son rival Óscar Soliz. Il dispose de ces derniers au sprint. Leur avance est telle que le quatrième finit à douze minutes et bon nombre d'engagés sont contraints à l'abandon, pour avoir pris un tour de retard.
En octobre, il triomphe dans son département. Lors de la Vuelta a Tarija, il remporte les quatre étapes et le classement général final. Seul le prologue lui échappe.
En novembre, il dispute le Tour de Bolivie, épreuve de l'UCI America Tour 2013. Lors de la cinquième étape, il dispose du peloton à l'issue d'un sprint massif. 

## Palmarès sur route

### Par années
- 2005
  -  Champion de Bolivie sur route
- 2007
  -  Champion de Bolivie sur route
  - 1re étape du Doble Sucre Potosi GP
  - 2e étape du Doble Copacabana GP Fides
- 2008
  -  Champion de Bolivie sur route
- 2009
  - 6e étape du Tour de Bolivie
- 2012
  -  Champion de Bolivie sur route
  - 5e étape du Tour de Bolivie
- 2016
  - 2e du championnat de Bolivie sur route
- 2018
  - 2e du championnat de Bolivie sur route
- 2022
  - 2e du championnat de Bolivie sur route

### Classements mondiaux
| Année            | 2005 | 2006 | 2007 | 2008 | 2009 | 2010 | 2011 | 2012 | 2013 | 2014 | 2015 | 2016 |
| ---------------- | ---- | ---- | ---- | ---- | ---- | ---- | ---- | ---- | ---- | ---- | ---- | ---- |
| UCI America Tour | 75e  | 343e | 44e  | 63e  | 349e | 248e | 326e | 180e | 223e | 220e |      | 196e |

## Palmarès sur piste

### Championnats panaméricains
- Aguascalientes 2014
  - Huitième de la course aux points[15].
  - 18e de la poursuite individuelle[16].

- Santiago 2015
  - Abandon dans la course scratch[17].

- Aguascalientes 2016
  - Neuvième de la course scratch[18].
  - 11e de la course aux points[19].
  - 15e de la poursuite individuelle[20].

- Aguascalientes 2018
  - Neuvième de la course scratch[21].
  - 14e de l'omnium[22].

- Cochabamba 2019
  - Septième de la poursuite par équipes (avec Adolfo Bautista, Alejandro Luna et Bernardo León)[23].
  - Dixième de la course scratch[24].

### Championnats nationaux
- 2008
  -  Champion de Bolivie de poursuite[25]
- 2012
  -  Champion de Bolivie de course aux points[26]
- 2016
  -  Champion de Bolivie de poursuite[27]